# El templo (cuento)
El templo (en inglés The Temple) es una historia corta escrita por el autor norteamericano de literatura de terror H. P. Lovecraft. Pertenece a su ciclo de relatos de los Mitos de Cthulhu.

## Elaboración y publicación
Escrita en 1920, fue publicada por primera vez en la revista pulp Weird Tales en septiembre de 1925, siendo el primer cuento de Lovecraft en dicha publicación.
Fue reeditada posteriormente por Arkham House en su antología de 1939 The Outsider and Others.

## Argumento
Narra la historia de Karl Heinrich, capitán de la Armada Imperial Alemana durante la Primera Guerra Mundial, cuyo submarino descubre una misteriosa ciudad sumergida en el fondo del océano.

## Conexiones
El templo es uno de los mejores relatos náuticos de terror de H.P. Lovecraft. Por otra parte, su temática implícita, el de las ciudades hundidas y habitadas por criaturas no humanas que adoran a entidades primordiales, aparece también en Dagón, La llamada de Cthulhu y La sombra sobre Innsmouth.
Se ha sugerido, sin que Lovecraft lo explicitase objetivamente, que la ciudad sumergida en El templo es R'lyeh, hogar de Cthulhu.